# Barrio San Jorge
Barrio San Jorge es una localidad argentina ubicada en el Departamento Burruyacú de la Provincia de Tucumán. Se encuentra sobre la Ruta Provincial 321, 1,5 km al sur de la comuna de El Naranjo, de la cual depende administrativamente. Es una zona rodeada de plantaciones de limón, casi al pie de la sierra de La Ramada.

## Población
Cuenta con 394 habitantes (Indec, 2010), lo que representa un incremento del 62% frente a los 242 habitantes (Indec, 2001) del censo anterior.
- Datos: Q2892803